# Lumbricillus rivalis
Lumbricillus rivalis är en ringmaskart som först beskrevs av Levinsen 1884.  Lumbricillus rivalis ingår i släktet Lumbricillus och familjen småringmaskar. Arten är reproducerande i Sverige. Inga underarter finns listade i Catalogue of Life.